# Iuan de Manxukuo
El iuan de Manxukuo (满洲国圆) va ser la moneda oficial de Manxukuo, entre juny de 1932 i agost de 1945.
La unitat monetària es va basar en un patró base de plata pura de 23,91 grams. Va substituir el Tael xinès de Haikwan, el sistema monetari local que es feia servir de manera regular a Manxúria abans de l'incident de Mukden, com a moneda de curs legal.

## Història
Inicialment, els bitllets de banc i monedes van ser produïts pel Banc del Japó, i posteriorment es van començar a emetre des de la Casa de Moneda del Banc Central de Manchou a la capital de Manxukuo, Hsinking (ara Changchun). L'any 1935 Manxukuo va deixar de valorar el iuans amb el patró de plata -a causa de les fluctuacions mundials en el preu de la plata durant la dècada de 1930- i va establir un tipus de canvi fix, establint posteriorment una paritat de canvi aproximat amb el ien japonès.
Durant tot aquest període gairebé la meitat del valor dels bitllets emesos va ser recolzat per reserves en espècie. Els bitllets emesos tenien cinc valors, cent, deu, cinc i un iuans, i cinc xiao (mig iuan), i normalment a l'anvers mostraven governants de la dinastia Qing de la Xina. L'any 1944 es van emetre bitllets de 1.000 iuans perquè el seu ús no quedés superat per les pressions inflacionistes que solien experimentar les zones controlades pels japonesos cap al final de la Segona Guerra Mundial.

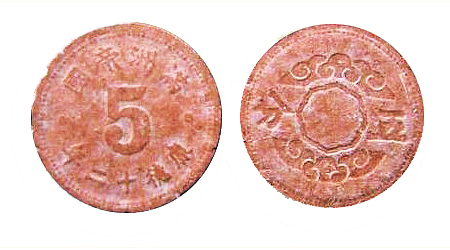
Moneda de Manxukuo de fibra

El iuan es va subdividir en 10 xiao (角), 100 fen (分) o 1.000 li (釐). Les monedes van ser emeses en denominacions de 5 li fins a 10 fen.
El 1944 i 1945, Manxukuo va emetre monedes (d'1 i 5 fen) fetes amb el que el "catàleg estàndard de monedes del món" descriu com "fibra de color vermell o marró", semblant al cartró. És un dels pocs exemples de moneda no metàl·lica.
L'any 1948, després del final de la Segona Guerra Mundial, el Banc Tung Pei va comprar uns 12 mil milions de iuans en bitllets del Banc Central de Manchou.

## Bitllets

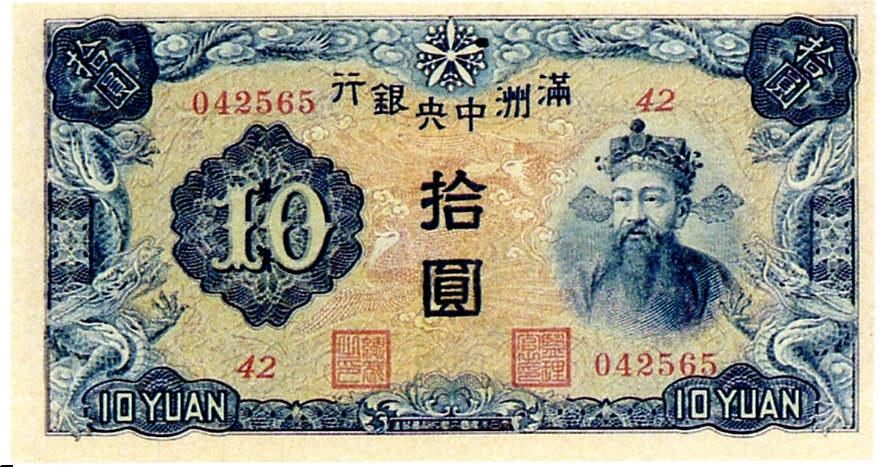
Bitllet de 10 Iuans, 1937 (anvers) mostrant l'Emperador Ch'ien-lung

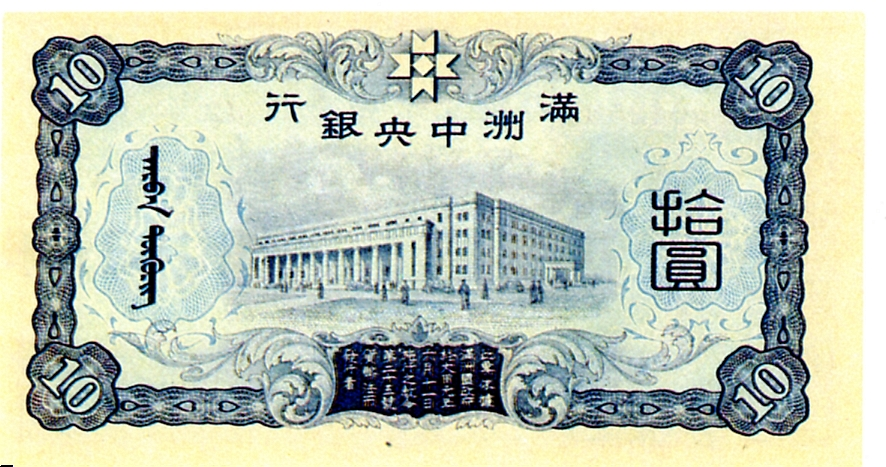
Bitllet de 10 Iuans, 1937 (revers), mostrant la seu central del Banc Central de Manchou

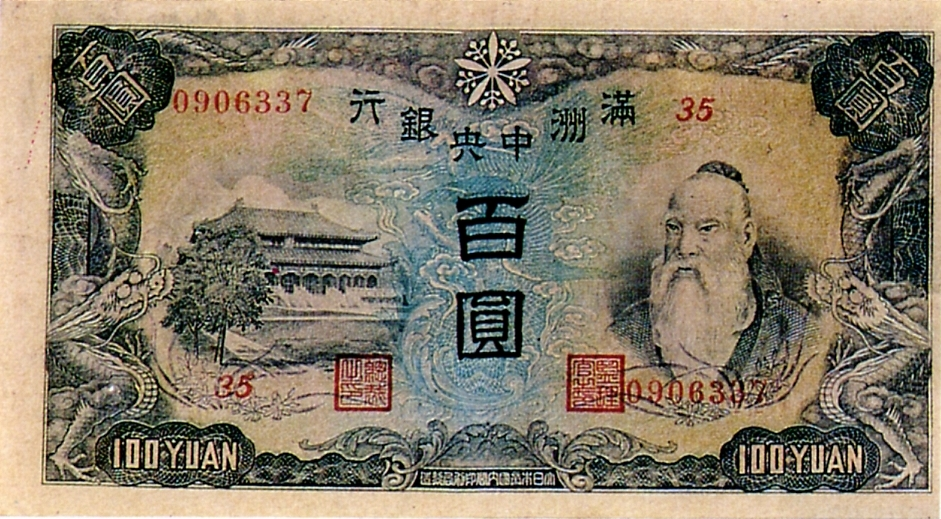
Bitllet de 100 Iuans, 1944 (anvers) mostrant en Confuci

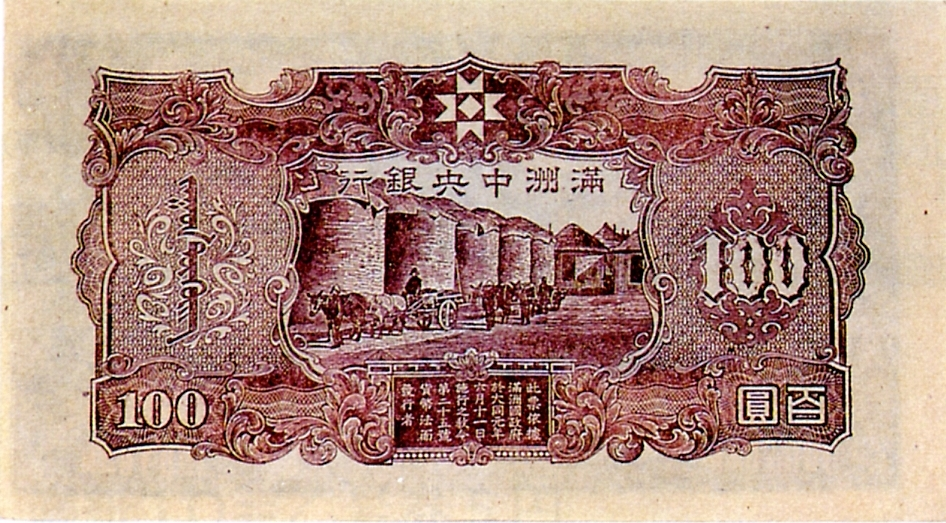
Bitllet de 100 Iuans, 1944 (revers), mostrant sitges de soia